# 알파 반응
알파 반응은 항성에서 헬륨이 무거운 원소로 변하는 두가지 방식의 핵융합 중 하나이다. 나머지 하나의 방식은 삼중 알파 과정이다.
헬륨만 있으면 발생하는 삼중 알파 과정과는 달리, 알파 반응에서는 탄소에 헬륨-4가 결합해 산소-16을 생성하며 그 산소에 헬륨-4가 결합해 네온-20을 생성하는 등의 방식으로 태양 질량의 12배 이상인 항성에서는 니켈-56이 생성되는 반응까지 진행할 수 있다. 각각의 핵융합 반응으로 발생한 에너지는 감마선의 형태로 배출되며, 그 중 일부는 알파 과정으로 새로 생성된 원소가 운동량으로 가져간다.
| 12C + 4He  | → | 16O + γ  |
| 16O + 4He  | → | 20Ne + γ |
| 20Ne + 4He | → | 24Mg + γ |
| 24Mg + 4He | → | 28Si + γ |
| 28Si + 4He | → | 32S + γ  |
| 32S + 4He  | → | 36Ar + γ |
| 36Ar + 4He | → | 40Ca + γ |
| 40Ca + 4He | → | 44Ti + γ |
| 44Ti + 4He | → | 48Cr + γ |
| 48Cr + 4He | → | 52Fe + γ |
| 52Fe + 4He | → | 56Ni + γ |

이론상 니켈-56이 2번의 붕괴를 거쳐 생성되는 철-56으로도 핵융합이 가능하지만, 항성 핵합성은 니켈-56을 넘어가지 못한다. 항성의 내부 환경에선 니켈-56이 열역학적으로 가장 생성되기 유리하기 때문이다. 규소-28에서 시작해서 니켈-56에서 끝나는 규소 연소 과정이 일어나는 항성의 중심핵 온도는 27~35억 켈빈에 달하는 극초고온 상태라서 알파 과정과 광붕괴 과정이 경쟁하는데 철 부근에서 광붕괴 현상이 일어나기 쉽다. 따라서 항성 핵합성의 최종 산물은 니켈-56이 반감기 약 6일을 거쳐 코발트-56으로, 코발트-56이 반감기 약 77일을 거쳐 붕괴하여 생성되는 철-56이 된다.   
철을 넘어서는 무거운 원소들은 초신성 폭발시 고속 중성자 포획 과정으로 생성되는데 시뮬레이션 상으로는 다름슈타튬이 한계라고 한다. 그 이후의 원소들은 매우 불안정하여 반감기가 극히 짧아 자발적 핵분열을 통해 핵합성 직후에 바로 더 가벼운 원소로 붕괴하기 때문이다. 
이 모든 반응은 매우 낮은 비율로 일어나며, 항성의 에너지 생산에는 크게 기여하지 않는다. 게다가 네온보다 무거운 원소(원자번호>10)의 경우에는 강해지는 쿨롱 장벽때문에 더욱 빈도가 낮아진다.